# Вриця
Вриця (Вріца; іноді Вріця; словац. Vríca) — річка в Словаччині; права притока Турця. Протікає в окрузі Мартін.
Довжина — 19.6 км. У верхній течії творить Кляцький водоспад. Витікає в масиві Мала Фатра (на схилі гори Кляк) — на висоті 1140 метрів. Відгалужується Знєвський потік. Протікає Врицькою улоговиною.
Протікає селами Вріцко; Кляштор-под-Знєвом і Словани. Впадає у Турець на висоті 431 метр.